# Tellervo limetanus
Tellervo limetanus är en fjärilsart som beskrevs av Hans Fruhstorfer 1911. Tellervo limetanus ingår i släktet Tellervo och familjen praktfjärilar. Inga underarter finns listade i Catalogue of Life.